# 万为
万为（Erastus Wentworth，1813年8月5日—1886年5月26日）是一位教育家、美以美会牧师，以及派往中国福州的传教士。
万为出生于美国康涅狄格州的Stonington。1831年加入卫理公会，后来进入卡泽诺维亚神学院，1837年卫斯理大学肄业。
万为在大学毕业后从事教育工作。从1838年到1846年在高佛勒卫理神学院（Gouverneur Wesleyan Seminary）教授自然科学；从 1841年到1846年，任教于Troy Conference Academy；1846年他担任麦克凯德利学院（McKendree College）校长，1850年担任迪金森学院化学和自然哲学教授。1850年，他获得亚利加尼学院（Allegheny College）神学博士学位。
1854年，万为博士辞去教职，受美以美会差会派遣前往中国福州传教，同去的还有他刚毕业的学生基顺等人。1862年，他由于妻子的健康状况而被迫回国，在Troy Conference担任牧师。
1872-76年，万为担任Ladies' Repository编辑，此后半退休，写作并任职于衛理公會委员会。1886年5月26日在纽约州Sandy Hill家中去世。